# Natalie Achonwa
Natalie Chioma Achonwa (Toronto, 22 novembre 1992) è un'ex cestista e allenatrice di pallacanestro canadese con cittadinanza tedesca.

## Carriera
È stata selezionata dalle Indiana Fever al primo giro del Draft WNBA 2014 (9ª scelta assoluta).
Con il Canada ha disputato tre edizioni dei Giochi olimpici (Londra 2012, Rio de Janeiro 2016, Tokyo 2020), tre dei Campionati mondiali (2010, 2018, 2022) e tre dei Campionati americani (2009, 2013, 2015).

## Palmarès

### Squadra
- Coppa Italia: 1
Famila Schio: 2021

### Individuali
- WNBA All-Rookie First Team
Indiana Fever: 2015